# Bathylutichthys
Bathylutichthys son un género de peces actinopterigios marinos, el único de la familia monogenérica Bathylutichthyidae, distribuidos por aguas del océano Antártico. Su nombre procede del griego: bathys (profundo) + louteon (sumergir) + ichthys (pez), por su hábitat.

## Morfología
Cuerpo desnudo, ancho interorbital, un par de barbillas largas en la mandíbula inferior en la esquina de la boca, una aleta dorsal con la porción anterior sumergida debajo de la piel, con 13 espinas y 28 radios blandos, una aleta anal con 36 radios, aleta pélvica con 3 radiso blandos, todas las aletas sin ramificar; sin dientes en vómer y palatinos. La longitud máxima descrita es de 10 cm.

## Distribución y hábitat
Se encuentra en las aguas profundas del océano Antártico, la especie tipo B. taranetzi es un endemismo de la isla San Pedro, un espécimen encontrado a 1650 metros de profundidad.

## Especies
Existen las siguientes especies reconocidas:
- Bathylutichthys balushkini Voskoboinikova, 2014.[5]
- Bathylutichthys taranetzi Balushkin & Voskoboinikova, 1990